# Petru Th. Missir
Petru Th. Missir (n. 8 octombrie 1856, Roman – d. 10 ianuarie 1929, București) a fost un jurist, critic literar, publicist român, descendent al unei cunoscute și ramificate familii armenești, membru de onoare al Academiei Române.

## Biografie
A urmat liceul și Facultatea de Drept la Iași. În 1879 a obținut doctoratul în Drept, cu calificativul summa cum laude, la Universitatea din Berlin.
A fost membru al asociației culturale Junimea, apropiat al lui Titu Maiorescu și Petre P. Carp, prieten cu Ion Luca Caragiale și protectorul lui Mihai Eminescu în ultima parte a vieții acestuia.
Și-a început cariera ca magistrat la Iași, profesând în anii 1880-84, apoi a predat drept natural, drept internațional și filosofie juridică la Universitatea din Iași și drept internațional privat la Universitatea din București.
A făcut parte din „comisiunile pentru negocierea unei convenții de comerț cu Turcia” și a fost reprezentantul României la conferințele de drept internațional privat ținute la Haga în anii 1893, 1894, 1900 și 1904. Datorită activității sale la aceste conferințe a fost ales membru asociat al Institutului de Drept Internațional. În 1910, a fost vice-președinte al Senatului.
A fondat, alături de Nicolae Volenti și de Alexandru C. Cuza, săptămânalul junimist Era nouă (1889-1900), devenit din 1891 publicație apropiată de Partidul Constituțional, care grupa o dizidență conservator-junimistă condusă de Petre P. Carp și din care făceau parte Titu Maiorescu, Alexandru Marghiloman, Theodor Rosetti, Iacob Negruzzi, grupare care s-a întors în 1900 la Partidului Conservator.
Missir a colaborat la Revista de drept și sociologie și a fost autorul a 17 cărți și broșuri, unele scrise în colaborare cu Constantin G. Dissescu sau Take Ionescu.
În 1926, a fost ales membru de onoare al Academiei Române.